# Erik Söderberg (företagsekonom)
För Erik Söderberg (1888–1972), VD för Hj. Söderberg AB, Uppsala, se Erik Söderberg (jurist).
Erik Axel Olof Ragnarsson Söderberg, född den 17 november 1926 i Engelbrekts församling i Stockholm, död 19 september 2009 i Oscars församling i Stockholm, var en svensk företagsledare. Han tillhörde finansfamiljen Söderberg.

## Biografi
Söderberg tog examen vid Handelshögskolan i Göteborg 1946 och blev Master of Business Administration vid Columbia University, New York 1949. Han var sedan verksam i familjens stålgrossistföretag Söderberg & Haak AB, därav som vice verkställande direktör 1954–1965. Han var verkställande direktör för Förvaltnings AB Ratos 1958–1969, Nordiska Kompaniet 1966–1976 och för NK-Turitzkoncernen 1971–1976. Söderberg hade styrelseuppdrag i en lång rad företag och organisationer.
Erik Söderberg var son till direktören och generalkonsuln Ragnar Söderberg och dennes första hustru Ingegerd, född Wallenberg. Han var gift två gånger – från 1948 med Helen Schultz (1926–2006), omgift Ramel, dotter till major Göran Schultz och Marta född Geber. Från 1980 till sin död var han gift med Sonja Schau (född 1936), dotter till bankchefen Sigurd Schau och Sigrun Schau, född Myhra. Han var i första äktenskapet far till Jan Söderberg (född 1956).